# قائمة الجوائز والترشيحات التي تلقاها دانيال رادكليف
هذة قائمة الجوائز والترشيحات التي تلقاها الممثل الإنجليزي دانيال رادكليف الذي ظهر في السينما والتلفزيون والمسرح. وهو معروف بشخصية هاري بوتر في السلسلة التي تحمل نفس الاسم منذ 2001 وحتي 2011.

## الجوائز والترشيحات
| السنة | منظم الجائزة                                | الجائزة                                                                       | العمل                                 | النتيجة |
| ----- | ------------------------------------------- | ----------------------------------------------------------------------------- | ------------------------------------- | ------- |
| 2001  | جمعية نقاد البث السينمائي                   | أفضل أداء لممثل شاب                                                           | هاري بوتر وحجر الفيلسوف               | رُشِّح     |
| 2001  | نادي صحافة نساء هوليود                      | اكتشاف الشباب الذكور لهذا العام                                               | هاري بوتر وحجر الفيلسوف               | فوز     |
| 2001  | جوائز إم تي في للأفلام                      | أفضل أداء رجل صاعد                                                            | هاري بوتر وحجر الفيلسوف               | رُشِّح     |
| 2001  | جائزة الفنان الصغير                         | أفضل فرقة في فيلم روائي طويل (بالتشارك مع طاقم الفيلم)                        | هاري بوتر وحجر الفيلسوف               | رُشِّح     |
| 2001  | جائزة اختيار المراهقين                      | اختيار الممثل السينمائي الصاعد                                                | هاري بوتر وحجر الفيلسوف               | فوز     |
| 2005  | جمعية نقاد البث السينمائي                   | أفضل ممثل شاب                                                                 | هاري بوتر وسجين أزكابان               | رُشِّح     |
| 2006  | جمعية نقاد البث السينمائي                   | أفضل ممثل شاب                                                                 | هاري بوتر وكأس النار                  | رُشِّح     |
| 2006  | جوائز إم تي في للأفلام                      | أفضل ثنائي على الشاشة (بالتقاسم مع روبرت غرينت وإيما واتسون)                  | هاري بوتر وكأس النار                  | رُشِّح     |
| 2006  | جوائز إم تي في للأفلام                      | أفضل بطل                                                                      | هاري بوتر وكأس النار                  | رُشِّح     |
| 2007  | جوائز السينما الوطنية                       | أفضل أداء رجالي                                                               | هاري بوتر وجماعة العنقاء              | فوز     |
| 2008  | جائزة إمباير                                | أفضل ممثل                                                                     | هاري بوتر وجماعة العنقاء              | رُشِّح     |
| 2008  | جوائز إم تي في للأفلام                      | أفضل قبلة (بالتقاسم مع كاتي ليونغ)                                            | هاري بوتر وجماعة العنقاء              | رُشِّح     |
| 2008  | جائزة زحل                                   | أفضل أداء لممثل شاب                                                           | هاري بوتر وجماعة العنقاء              | رُشِّح     |
| 2009  | جائزة الجمهور من Broadway.com               | الممثل المفضل في دور رئيسي في مسرحية برودواي                                  | إيكوس                                 | فوز     |
| 2009  | جائزة الجمهور من Broadway.com               | أداء مفضل لممثل صاعد                                                          | إيكوس                                 | فوز     |
| 2009  | جائزة دراما ديسك                            | ممثل متميز في مسرحية                                                          | إيكوس                                 | رُشِّح     |
| 2009  | جائزة اتحاد الدراما                         | جائزة الأداء المتميز                                                          | إيكوس                                 | رُشِّح     |
| 2010  | جوائز أيقونة المراهقين من مجلة جيه-14       | نجم سينما مبدع                                                                | —                                     | رُشِّح     |
| 2010  | جوائز إم تي في للأفلام                      | أفضل أداء لذكر                                                                | هاري بوتر والأمير الهجين              | رُشِّح     |
| 2010  | جوائز إم تي في للأفلام                      | سوبر ستار عالمي                                                               | —                                     | رُشِّح     |
| 2011  | جائزة الجمهور من Broadway.com               | الممثل المفضل في مسرحية موسيقية                                               | كيف تنجح في عملك من دون محاولة حقيقية | فوز     |
| 2011  | جائزة الجمهور من Broadway.com               | الثنائي المفضل على خشبة المسرح (بالتقاسم مع جون لاروكيت)                      | كيف تنجح في عملك من دون محاولة حقيقية | فوز     |
| 2011  | جائزة دائرة النقاد الخارجيين                | الممثل المتميز في مسرحية موسيقي                                               | كيف تنجح في عملك من دون محاولة حقيقية | رُشِّح     |
| 2011  | جائزة اتحاد الدراما                         | جائزة الأداء المتميز                                                          | كيف تنجح في عملك من دون محاولة حقيقية | رُشِّح     |
| 2011  | جائزة دراما ديسك                            | الممثل المتميز في مسرحية موسيقي                                               | كيف تنجح في عملك من دون محاولة حقيقية | رُشِّح     |
| 2011  | جوائز افعل شيئا                             | النجم السينمائي                                                               | —                                     | رُشِّح     |
| 2011  | جوائز إم تي في للأفلام                      | أفضل قبلة (بالتقاسم مع إيما واتسون)                                           | هاري بوتر ومقدسات الموت – الجزء 1     | رُشِّح     |
| 2011  | جوائز إم تي في للأفلام                      | أفضل معركة (بالتقاسم مع روبرت غرينت وإيما واتسون)                             | هاري بوتر ومقدسات الموت – الجزء 1     | رُشِّح     |
| 2011  | جوائز إم تي في للأفلام                      | أفضل أداء رجالي                                                               | هاري بوتر ومقدسات الموت – الجزء 1     | رُشِّح     |
| 2011  | جوائز سكريم                                 | أفضل ممثل خيال                                                                | هاري بوتر ومقدسات الموت – الجزء 2     | فوز     |
| 2011  | جوائز سكريم                                 | أفضل طاقم (بالتقاسم مع بقية الطاقم)                                           | هاري بوتر ومقدسات الموت – الجزء 2     | رُشِّح     |
| 2011  | جوائز اختيار المراهقين                      | اختيار ممثل سينمائي: خيال علمي / خيال                                         | هاري بوتر ومقدسات الموت – الجزء 1     | رُشِّح     |
| 2011  | جوائز اختيار المراهقين                      | اختيار الفيلم: "Liplock" (بالتقاسم مع إيما واتسون)                            | هاري بوتر ومقدسات الموت – الجزء 1     | فوز     |
| 2011  | جوائز اختيار المراهقين                      | اختيار نجم الصيف السينمائي: ذكر                                               | هاري بوتر ومقدسات الموت – الجزء 2     | فوز     |
| 2012  | جوائز خيار الشعب                            | طاقم الفيلم السينمائي المفضل (بالتقاسم مع بقية الطاقم)                        | هاري بوتر ومقدسات الموت – الجزء 2     | فوز     |
| 2012  | جوائز خيار الشعب                            | الممثل السينمائي المفضل                                                       | هاري بوتر ومقدسات الموت – الجزء 2     | رُشِّح     |
| 2012  | جوائز خيار الشعب                            | النجم السينمائي المفضل تحت سن الـ25                                           | هاري بوتر ومقدسات الموت – الجزء 2     | رُشِّح     |
| 2012  | جائزة اختيار أطفال نكلوديون                 | الممثل السينمائي المفضل                                                       | هاري بوتر ومقدسات الموت – الجزء 2     | رُشِّح     |
| 2012  | جائزة غرامي                                 | أفضل ألبوم مسرحية موسيقية (بالتقاسم مع جون لاروكيت، وروبرت شير، وفرانك ليوسر) | كيف تنجح في عملك من دون محاولة حقيقية | رُشِّح     |
| 2012  | جوائز إم تي في للأفلام                      | أفضل أداء رجالي                                                               | هاري بوتر ومقدسات الموت – الجزء 2     | رُشِّح     |
| 2012  | جوائز إم تي في للأفلام                      | أفضل طاقم (بالتقاسم مع روبرت غرينت، وإيما واتسون، وتوم فيلتون)                | هاري بوتر ومقدسات الموت – الجزء 2     | فوز     |
| 2012  | جوائز إم تي في للأفلام                      | أفضل بطل                                                                      | هاري بوتر ومقدسات الموت – الجزء 2     | فوز     |
| 2013  | جوائز غلامور                                | رجل العام                                                                     | —                                     | فوز     |
| 2013  | جوائز إمباير                                | جائزة بطل الإمبراطورية                                                        | —                                     | فوز     |
| 2014  | جوائز الشاشة الكندية                        | أفضل أداء في دور رئيسي                                                        | ماذا لو                               | رُشِّح     |
| 2014  | جائزة واتس أون ستاتج                        | أفضل ممثل في عمل مسرحي                                                        | أعرج إينشيمان                         | رُشِّح     |
| 2016  | المهرجان الدولي للسينما الرائعة في كتالونيا | أفضل ممثل                                                                     | رجل الجيش السويسري                    | فوز     |
| 2019  | جائزة اختيار المراهقين                      | اختيار الممثل الكوميدي التلفزيوني                                             | عمال المعجزات                         | رُشِّح     |